# Uxul
Uxul, deutsch: am Ende, ist eine historische Siedlung der Maya im heutigen Bundesstaat Campeche in Mexiko.

## Geschichte und Anlage
Uxul war möglicherweise bereits in der Präklassik in ein Netz von Verbindungswegen zwischen den Mayazentren eingebunden. Während das dominante und nur wenige Kilometer entfernte El Mirador verlassen wurde, konnte sich Uxul augenscheinlich zu einem unabhängigen Stadtstaat der frühen Klassik entwickeln. Das Zentrum der Stadt bildet das rituell-administrative Zentrum, welches um den Hauptplatz von 120 × 130 m 11 Gebäude wie die Maya-Akropolis und Tempelpyramiden gruppiert. Die Errichtung des Komplexes wird in die Mitte des 7. Jahrhunderts datiert. Die Architektur entspricht der anderer Städte Pétens, ein großer Teil der Gebäude ähnelt vergleichbaren Strukturen im 29 km entfernten Calakmul, das den Ort um 630 eroberte. Während die Hieroglypheninschriften lediglich für den Zeitraum von 622 bis 692 spärliche Auskunft meist über dynastische Beziehungen zu dem überregionalen Zentrum Calakmul geben, lassen die sonstigen vorläufigen Befunde vor Ort auf eine lange Besiedlungsdauer bis in die frühe Postklassik annehmen. Zu seiner Blütezeit hatte Uxul etwa 8000 Einwohner.
Durch Grabfunde konnte ein im Jahr 711 verstorbener Prinz bestimmt werden, der höchstwahrscheinlich kein direkter Thronerbe war. Aus weiteren Funden bei Ausgrabungen des sogenannten K2-Gebäudes wurden sechs Tafeln mit Herrscher-Porträts und Hieroglyphen gefunden. Namentlich genannt werden die Fürsten Yuknoom Ch'een II., Yuknoom Yich'aak K'ahk' und Yuknoom Took' K'awiil. In der Peripherie der Anlage wurde ein künstlich angelegter Wasserspeicher mit einem Fassungsvermögen von 20.000 m³ entdeckt. Die Stadt hatte überdies ein ausgeklügeltes Wasserversorgungssystem, das 14 Höhlen und einen unterirdischen See integrierte. Es wird davon ausgegangen, dass die Bevölkerung der Stadt so über drei Monate ohne Niederschläge versorgt werden konnte. Wasser scheint eine übergeordnete Ressource für die Stadt und ihre Bewohner gewesen zu sein. In einer der künstlich angelegten Höhlen wurden bei Ausgrabungen die Überreste von 24 Menschenopfern gefunden, die mutmaßlich Chaak dargebracht wurden.

## Entdeckung und Erforschung
Nach der ersten archäologischen Entdeckung 1934 ging der Standort verloren und wurde 2005 von Ivan Šprajc wiederentdeckt. Erste Forschungen in Uxul fanden in den Jahren 2006, 2007 und 2008 unter Leitung von Nikolai Grube (Universität Bonn) statt. Sie hatten zum Ziel, die Logistik für ein großes Ausgrabungsprojekt zu schaffen. Das Proyecto Arqueológico Uxul der Universität Bonn erforschte die Stätte unter Leitung von Nikolai Grube und Antonio Benavides (Centro INAH, Campeche) von 2009 bis 2015 in jährlichen Ausgrabungskampagnen, die von der Deutschen Forschungsgemeinschaft finanziert wurden.